# Eucratide II
Eucratide II Sotere (fl. 145-140 a.C.) è stato un sovrano del Regno greco-battriano, successore e probabilmente figlio di Eucratide I e fratello di Eliocle I.
Sembra probabile che Eucratide II abbia governato sulla Battria orientale per poco tempo dopo la morte del suo omonimo (ucciso da uno dei suoi figli) fino alla propria deposizione, verosimilmente conseguente a quello stesso assassinio.
Durante i primi anni di regno, Eucratide II potrebbe essere stato co-reggente del padre: sulle emissioni successive aggiunse il titolo Soter ("Salvatore"), forse un indizio del suo regno da solo.
Poco dopo la morte di Eucratide II, suo fratello Eliocle I fu sconfitto dagli Yuezhi, che scacciarono definitivamente i Greci ellenistici dalla Battria.